# Aechmea wittmackiana
Aechmea wittmackiana är en gräsväxtart som först beskrevs av Eduard August von Regel, och fick sitt nu gällande namn av Carl Christian Mez. Aechmea wittmackiana ingår i släktet Aechmea och familjen Bromeliaceae. Inga underarter finns listade i Catalogue of Life.